# Castell Palau de Geldo
El Castell Palau de Geldo, anomenat també Castell Palau dels Ducs de Medinaceli, situat al nucli urbà de la localitat de Geldo, a la comarca de l'Alt Palància a la província de Castelló, és un bé d'interès cultural, per declaració genèrica (des del 29 de juny de 1985), amb anotació ministerial RI-51-0011228 i data d'anotació 5 d'octubre de 2004. L'edifici palatí data del segle xv, quan la família Vallterra, una de les seves propietàries al llarg de la història, tenia en ell la seva residència.

## Història
La localitat de Geldo té origen musulmà, abans de ser reconquistada estava sota la dependència de Ceyt Abuzeyt, sent la població totalment morisca. La població ja l'esmenta Jaume I al Llibre de Repartiment.
Després de la reconquesta va anar passant de propietat d'uns senyors a altres, així en 1248 la població pertanyia al noble García Pérez de l'Óssa. En 1404 es va convertir en propietat de la família dels Vallterra, la qual estava establerta a Sogorb, localitat que pertanyia al que en aquella època era el bisbe de Sogorb i Albarrasí, que passaria més tard a convertir-se en l'arquebisbe de Tarragona, Ènnec de Vallterra. Més tard la població va ser venuda l'any 1464, passant així a les mans de Tomàs Sorell, família que va governar el senyoriu, fins a 1495 quan torna a ser venuda, arribant d'aquesta manera a propietat del duc de Sogorb Enric d'Aragó i Pimentel, l'Infant Fortuna. Per matrimonis posteriors el ducat de Sogorb va passar a mans de la Casa de Medinaceli. És pertanyent a aquesta casa que Geldo aconseguir la carta de poblament de mans d'Enrique Folch de Cardona a 1611.
El Castell Palau era la residència més important de la localitat i la importància era rellevant, cosa que queda palesa en el costum dels bisbes de Sogorb, de pernoctar en aquest palau la nit prèvia a la seva presa de possessió i l'endemà al matí entraven a lloms de ruc a la ciutat de Sogorb. Aquest costum es va mantenir fins a finals del segle xix, quan el bisbe Massanet va ser l'últim a seguir la tradició.
L'edifici va tenir a partir de llavors diversos usos entre els quals destaca el d'haver estat Cafè-Casino, amb saló per a les noces locals; indústria tèxtil; magatzem municipal; museu provisional i fins i tot Ajuntament; també va arribar a utilitzar-se com a habitatges per a famílies necessitades, discoteca o seu d'associacions locals.
Tot això juntament amb el seu actual abandó pot posar en relleu l'estat ruïnós i lamentable en què es troba en l'actualitat.
L'edifici està protegit i és objecte d'un projecte de rehabilitació, que ha posat en evidència elements artístics i arqueològics, com unes portades gòtiques de finals del segle xv amb arcs de perfil mixtilini, uns sostres enteixinats amb policromia, centenars d'atuells de ceràmica amb òxid de manganès dels segles xv i xvi i dibuixos de diverses èpoques.

## Descripció
Situat al centre històric del poble de Geldo, presenta façanes a la plaça del Forn i als carrers travessers d'aquesta. Per la part de darrere limita amb una séquia de reg.
Per la seva estructura sembla que l'edifici es va aixecar a partir una torre defensiva prèvia, que presentava planta quadrada, al voltant de la qual, en el segle xv, va ser edificant el palau que d'aquesta manera presentava abundants elements defensius.
Els materials emprats en la construcció són majoritàriament maçoneria i carreuó.

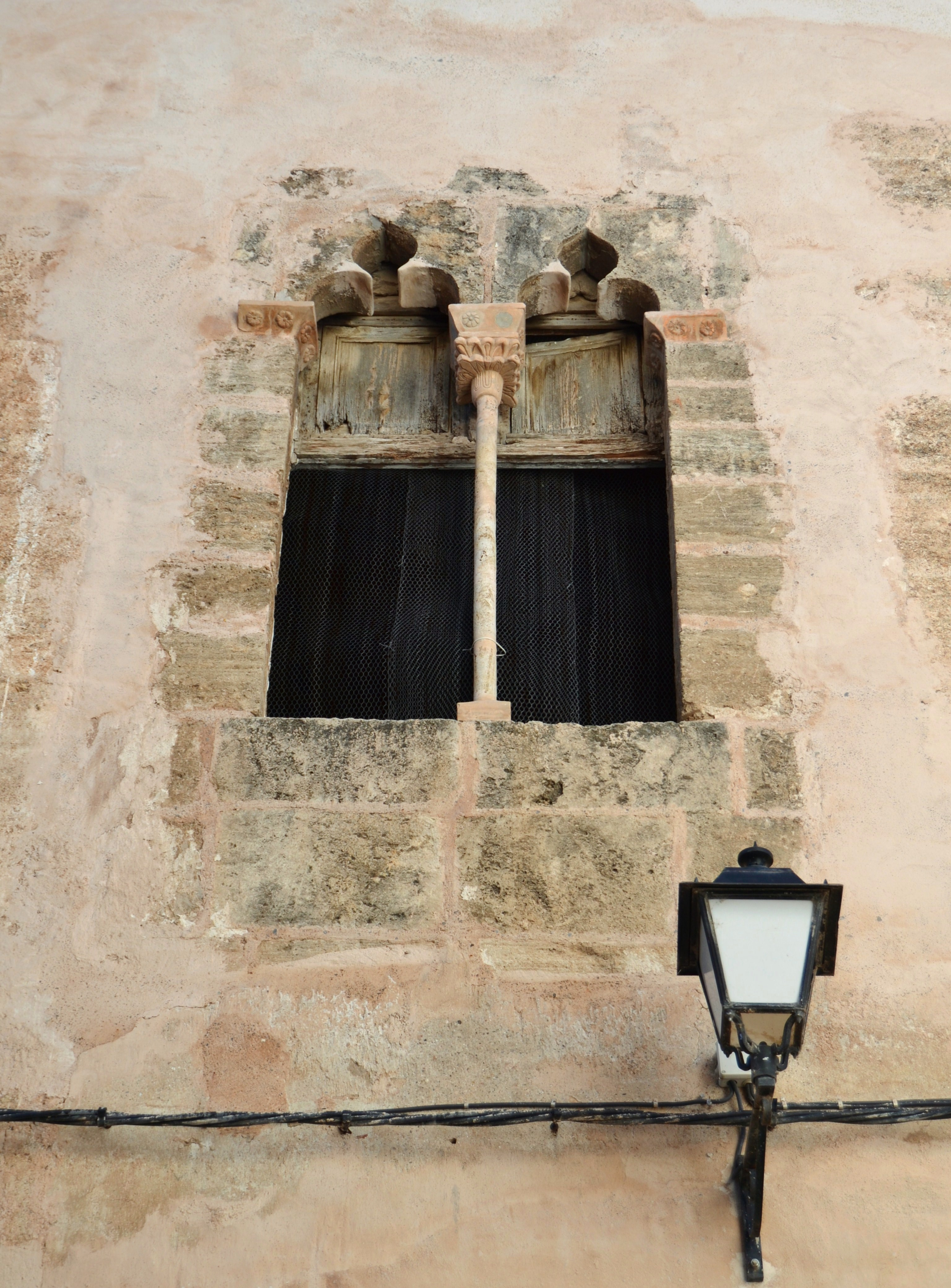
Detall finestra bífora
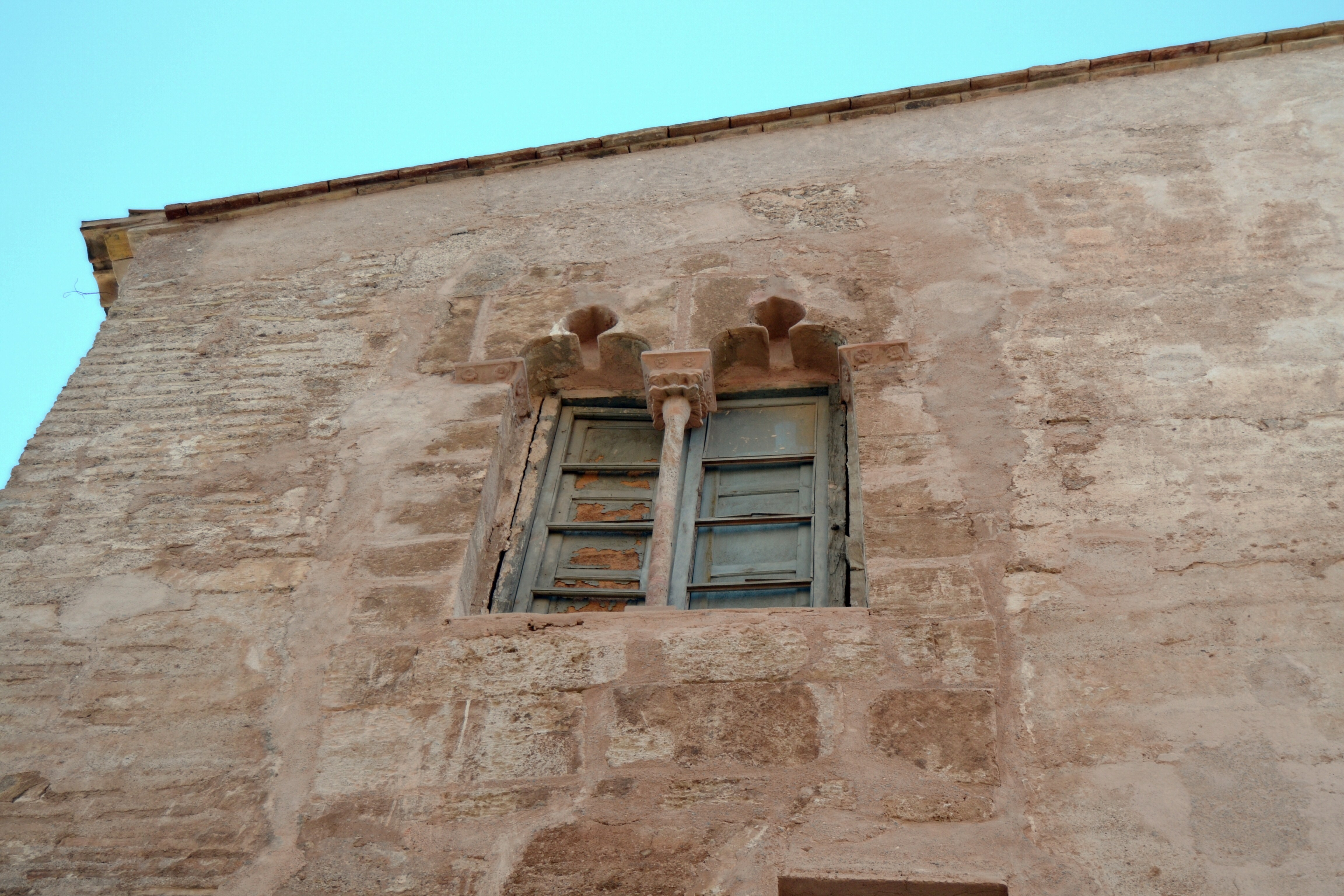
Detall finestra coronella
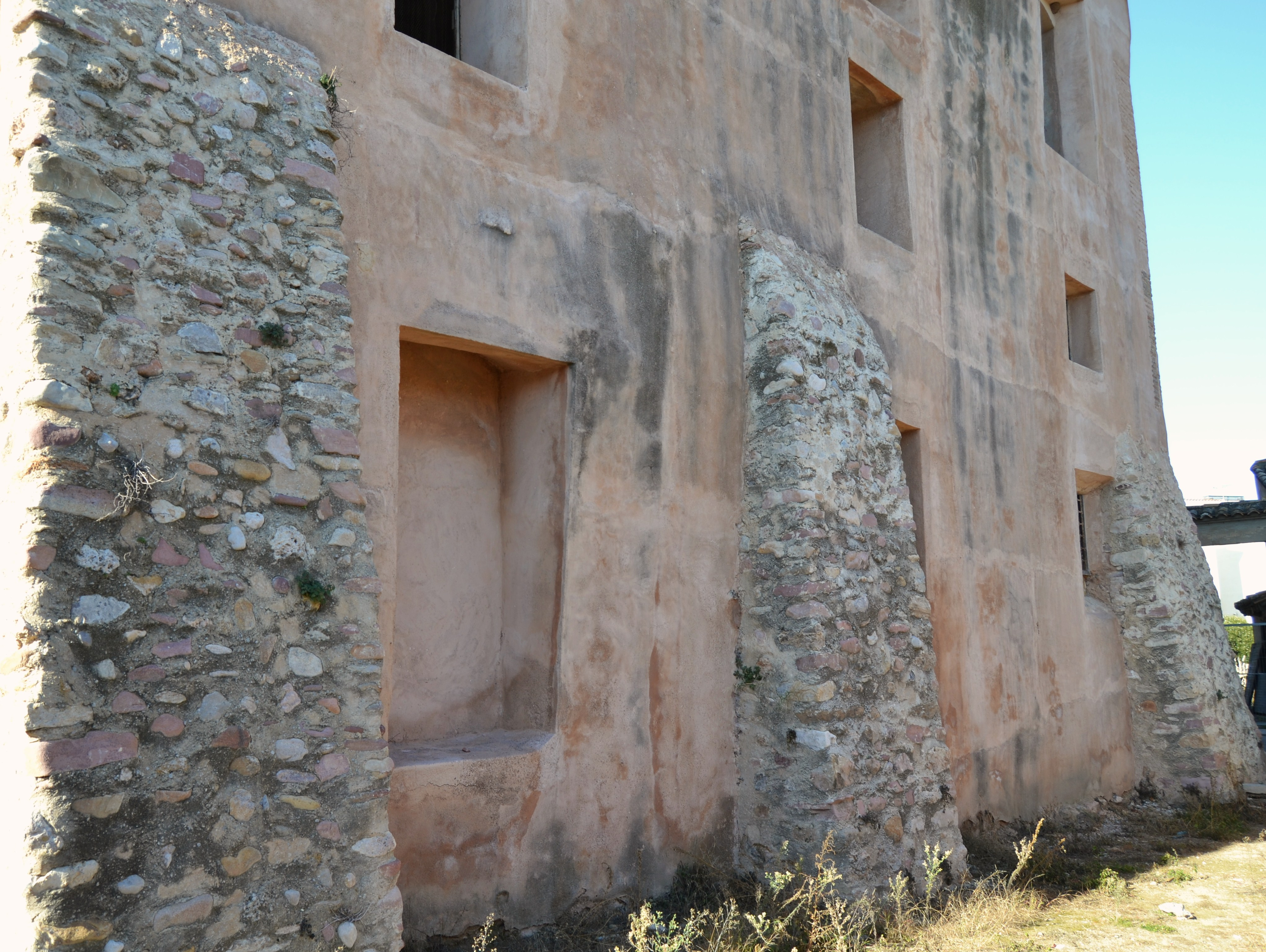
Detall contraforts externs
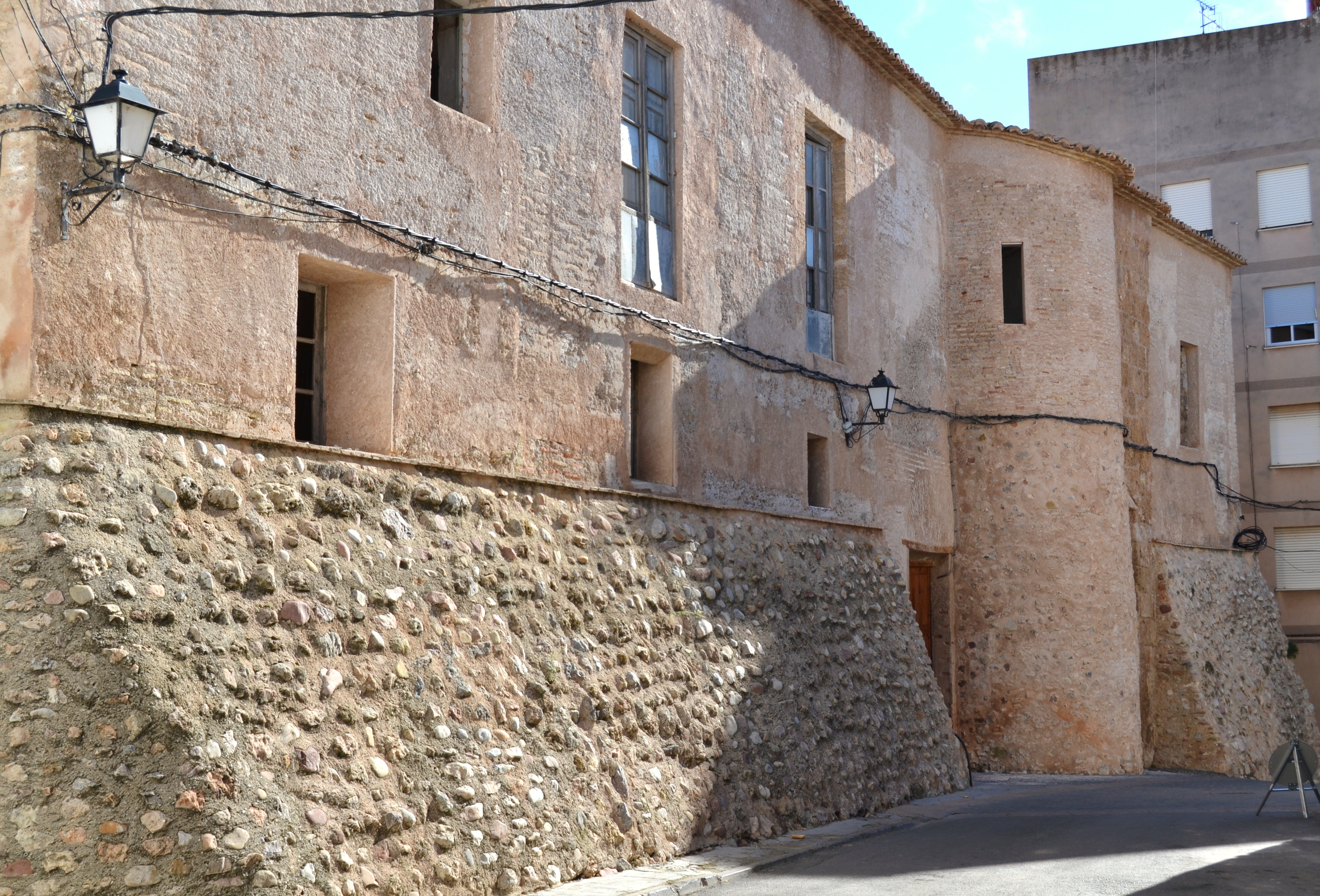
Vista per darrere

Així doncs, presenta planta quadrada i s'eleva a tres altures, sent la superfície que s'ocupa de 629,00 m², a la qual cal afegir els 131,16 m² d'hort que té a la part posterior. Com a elements defensius podem destacar que tota la seva base disposa de talús i en les seves muralles s'aprecien obertures destinades al foc fuseller, presentant també una torre circular erigida posteriorment, que realitza la missió de garita.
Un altre element relacionat amb el seu caràcter defensiu és que la planta baixa no disposa de finestres, estant disposades aquestes a partir de la primera planta, on presenten una petita grandària. Mentrestant, a la tercera planta, semblen disposar les estances principals, fet que reflecteix la presència a aquesta altura de finestres gòtiques geminades renaixentistes a la façana est i oest, i tres balcons a la façana principal, podent-se distingir en ells l'escut de l'ajuntament de Geldo.
A la façana principal es poden veure les seues tres entrades, la principal al centre, mentre que les altres dues se situen a ambdós flancs.
Respecte a la seva disposició interior, tot està disposat al voltant del pati central que presenta arcs rebaixats o de mig punt, de dos pisos amb galeria superior d'arcs novament de mig punt i enteixinat. Destaca el treball de relleu dels capitells del pati, on apareix l'escut dels ducs. L'accés al pis superior es porta a terme per una gran escala rectangular. Actualment poden observar encara, malgrat el seu estat de conservació, finestres gòtiques geminades, l'escut dels ducs en els capitells del pati i teginats de fusta policromats.
També poden observar voltes de creueria el nervi central està elaborat de maó aplantillat i revestit de guix, molt utilitzat a la comarca a mitjans del segle xvi. A la zona del trull es poden distingir voltes escarseres, és a dir, lleugerament rebaixades, que podrien datar-se del segle xviii.